# Dow Chemical Company
The Dow Chemical Company és una empresa multinacional amb seu a Midland, Michigan, Estats Units. L'any 2007, era la segona empresa del sector químic més gran del món, després de BASF) i el febrer de 2009 la tercera empresa química del món per capitalització en el mercat (després de BASF i DuPont).
Dow Chemical fabrica plàstics, productes químics, i agroquímics amb presència a més de 175 països. Dona ocupació a 46.000 persones a tot el món. La despesa anual en recerca i desenvolupament (R&D) supera els mil milions de dòlars.
L'empresa Dow venia només lleixiu i bromur de potassi, actualment ven productes agrupats segons set segments principals. Dow l'any 2005 va vendre per un total de 46,3 bilions (milers de milions) de dòlars amb un ingrés net de $4,5 bilions.

## Productes
Dow és la principal productora de plàstics del món, incloent poliestirè, poliuretà, polietilè, polipropilè, i gomes sintètiques. També és una de les principals productores d'òxid d'etilè, i diversos acrilats, surfactants, i resines de cel·lulosa. Produeix molts agroquímics com el plaguicida Lorsban. A més de productes aïllants com l'Styrofoam o dissolvents com l'1,2,3-tricloropropà.
L'arma química agent taronja que era un defoliant usat a la guerra del Vietnam amb dioxines també va ser fabricat per Dow i Monsanto Company.

## Subsidiàries i empreses conjuntes
Dow Chemical té empreses subsidiàries i conjuntes.

### Subsidiàries
- Dow AgroSciences, LLC.
- Union Carbide Corporation
- Rohm and Haas
- ANGUS Chemical Company

### Conjuntes actuals
- Americas Styrenics
- Compañía Mega, S.A.
- Dow Corning Corporation
- Dow Kokam
- EQUATE Petrochemical Co. K.S.C.
- Equipolymers
- MEGlobal
- SCG-DOW Group
- Univation Technologies

### Antigues conjuntes
- K-Dow Petrochemicals
- Dow Reichhold Specialty Latex
- Cargill-Dow (now NatureWorks LLC)